# Presicce
Presicce è stato un comune italiano di 5 220 abitanti della provincia di Lecce in Puglia. Dal 15 maggio 2019 è fuso con Acquarica del Capo a costituire il nuovo comune di Presicce-Acquarica.

## Geografia fisica

### Territorio
(Giacomo Arditi, storico locale)
Il territorio del comune di Presicce, che si estende su una superficie di 24,09 km², sorge nel territorio delle serre salentine, nel Capo di Leuca.
Il territorio possiede un profilo orografico caratterizzato dai modesti rilievi delle serre: risulta compreso tra i 65 e i 169 m s.l.m. con la casa comunale a 104 m s.l.m. Il centro abitato, posizionato in una vallata particolarmente ricca di acqua, è dominato dalla Serra di Pozzomauro, un'altura organizzata in terrazzamenti e muretti a secco lungo i pendii e ricoperta di macchia mediterranea, distese di uliveti secolari, pini e specie arbustive di querce spinose.
Confina a nord con i comuni di Acquarica del Capo e Specchia, a est con il comune di Alessano, a sud con il comune di Salve, a ovest con il comune di Ugento.
- Classificazione sismica: zona 4 (sismicità molto bassa), Ordinanza PCM n. 3274 del 20/03/2003.

### Clima
Dal punto di vista meteorologico Presicce rientra nel territorio del basso Salento che presenta un clima prettamente mediterraneo, con inverni miti ed estati caldo umide. Le precipitazioni presentano un minimo in primavera-estate e un picco in autunno-inverno.
Facendo riferimento alla ventosità, i comuni del basso Salento risentono debolmente delle correnti occidentali grazie alla protezione determinata dalle serre salentine che creano un sistema a scudo. Al contrario le correnti autunnali e invernali da Sud-Est, favoriscono in parte l'incremento delle precipitazioni, in questo periodo, rispetto al resto della penisola.
- Classificazione climatica di Presicce:[5]
  - Zona climatica: C
  - Gradi giorno: 1332

## Storia
La storia delle origini di Presicce non è ben delineata. Probabilmente fu la grande presenza di falde acquifere superficiali ad attirare i primi insediamenti, che sembrano risalire intorno al VII secolo. Lo stemma di Presicce, un cervo che beve da una fonte, sembra ricalcare questa abbondanza di acqua nel territorio presiccese.
Dare una precisa derivazione al nome "Presicce" è una impresa non facile. La mancanza di fonti storiche accreditabili ha favorito la diffusione di leggende, fantasticherie e addirittura storie miracolose riguardo alla sua origine. Il Cepolla affermava che il nome derivi dall'unione dei termini "Praesi"(nome con cui venivano chiamati gli Eterocretesi) e "Sixos"che significa abitazione. Il Colella si basò sulla voce latina "Praesepe"; in seguito si sarebbe evoluta in "Praesippum" ed infine in Presicce. Molti pensano che il paese fosse un presidio romano; il termine deriverebbe appunto da "Praesidium". Particolare è la versione di chi sostiene che il paese fu originato da un miracolo di S. Ilarione, il quale, pregando, in un periodo di carestia, riuscì a convincere il Padre Celeste ad ottenere una fonte d'acqua per gli abitanti. La fonte più attendibile comunque, è Giacomo Arditi, storico locale, il quale afferma che l'etimologia del termine sia "Praesitium" "Praesitio", "Presicce". La causa che determinò la nascita del paese fu il bisogno di acqua, che spinse a valle gli abitanti del casale di Pozzomauro e dei vicini, quali Specchiano, Ugento, Pompignano.
Alcune fonti affermano che la fondazione vera e propria del borgo sia stata opera degli abitanti di Pozzomauro un insediamento individuato sulla collina a sud-ovest dell'attuale centro abitato. Di questo insediamento rimangono ancora ben visibili le rovine di un'antica torre usata come difesa dalle invasioni dei saraceni, una cripta basiliana scavata nella roccia e una chiesetta dallo stile molto essenziale. Nel 1481 i saraceni invasero Pozzomauro distruggendolo. Anche le origini del nome del paese sembrano legate a questo insediamento, si pensa infatti che Presicce derivi dalla parola latina praesidium come ad indicare un presidio militare.
Nel 1088 Presicce entra a far parte del Principato di Taranto, da qui si sa che il feudo passò tra le mani di diverse famiglie nobiliari tra cui i Securo, i De Specola, i Gonzaga, i Brayda ed ai Principi Bartilotti. Nel 1714 il feudo venne elevato a principato ed affidato successivamente ai de' Liguoro.
Una storia di sangue è quella legata alle origini del termine "Mascarani", soprannome degli abitanti di Presicce. Un tempo nel principato seicentesco era in vigore la legge dello ius primae noctis, ovvero un presunto diritto del feudatario, mai documentato, di passare con le novelle spose la prima notte di nozze fino a che una notte, durante il carnevale dell'anno 1655 secondo la leggenda (nella realtà l'episodio avvenne in novembre, durante la festa del santo patrono, sant'Andrea apostolo), il principe si affacciò da una finestra dell'antico Castello per salutare i festosi cittadini, quando tra la folla apparve un uomo mascherato che sparò un colpo, uccidendo il principe. Proprio da questo episodio scaturisce il soprannome degli abitanti di Presicce, Mascarani. In seguito all'avvenimento delittuoso perpetrato da un abitante del luogo, i de' Liguoro acquistarono il principato approntando una riforma agricola con la redistribuzione dei terreni in enfiteusi ai contadini e installando una serie di frantoi atti alla produzione d'olio d'Oliva esportato a Napoli ed in Spagna.

## Monumenti e luoghi d'interesse

### Architetture religiose

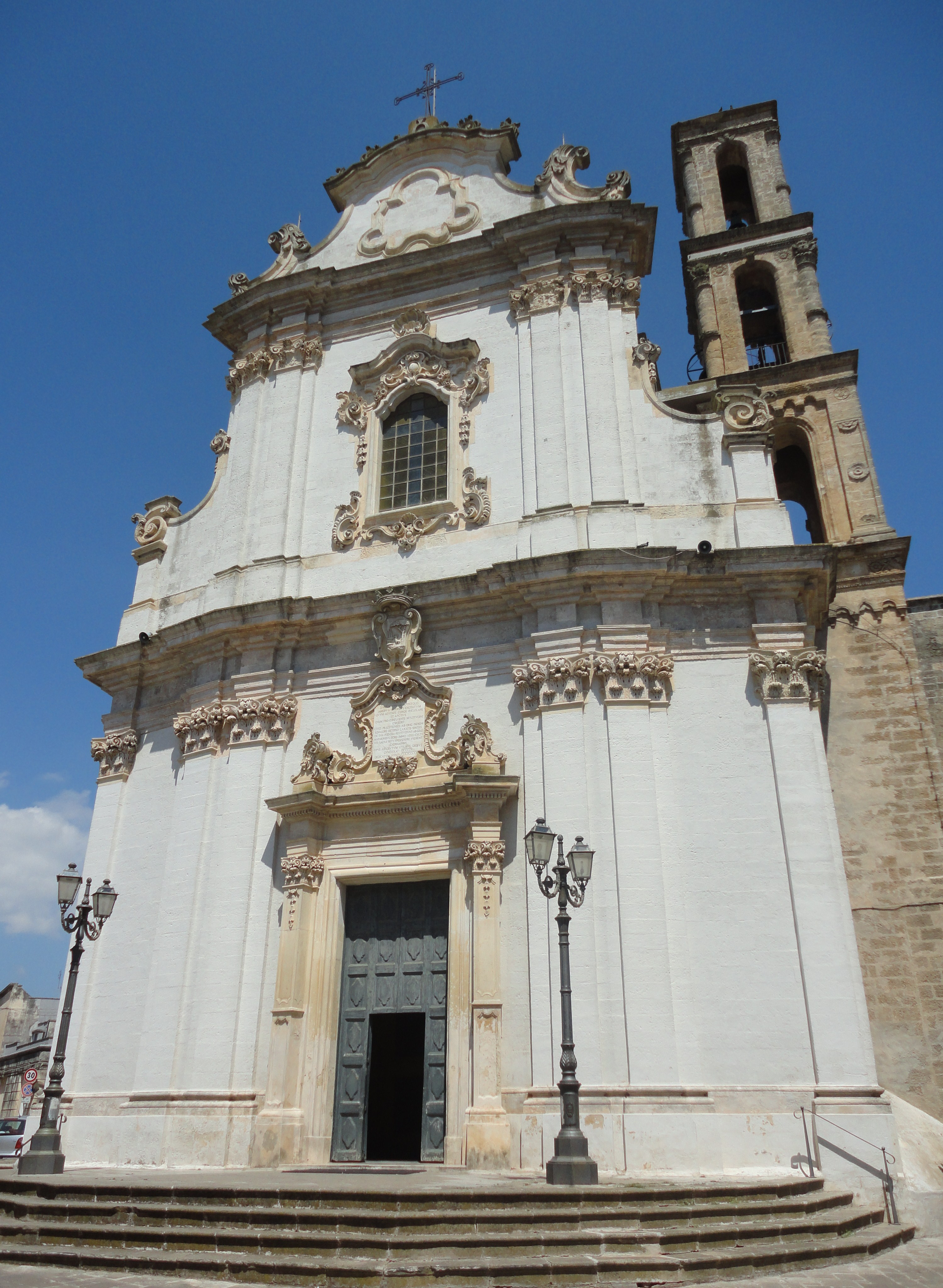
Chiesa madre

#### Chiesa madre di Sant'Andrea Apostolo
La chiesa madre di Sant'Andrea Apostolo sorge sullo stesso luogo dell'antica parrocchiale distrutta dal terremoto del 1743. Venne ricostruita tra il 1778 e il 1781 con il contributo dell'Universitas e dell'intera popolazione di Presicce. Conserva ancora intatto il campanile rinascimentale risalente alla metà del XVI secolo.
La facciata si presenta maestosa nel suo elegante e sobrio stile barocco. All'interno, a croce latina ad una sola navata, vi sono nove altari; gli otto laterali sono decorati da pregevoli stucchi. L'altare maggiore, in marmi policromi, è di scuola napoletana. Di marmo sono pure la balaustra, il battistero, e le acquasantiere. Queste furono donate dal re Francesco I delle Due Sicilie per intercessione del presiccese Michele Arditi, fondatore del Museo archeologico nazionale di Napoli. L'architetto esecutore dell'opera fu Saverio Negro. Adiacente alla chiesa, della quale è parte integrante, vi è la chiesa dei Morti, così definita per le bocche dei sepolcri sotterranei che essa contiene, oggi chiuse e non più visibili. La chiesa dei Morti porta incisa sull'architrave la data 1575.
Numerose sono le opere pittoriche di vari artisti salentini (Catalano, Riccio, Tiso, Lillo): il quadro del protettore sant'Andrea Apostolo, che sovrasta il coro in legno, è datato 1601 e firmato da Giovan Battista Catalano; questo dipinto si trovava già nella vecchia chiesa parrocchiale. Altri dipinti: Mosè salvato dalle acque, i Santi Medici, il Trasporto dell'Arca dell'Alleanza.

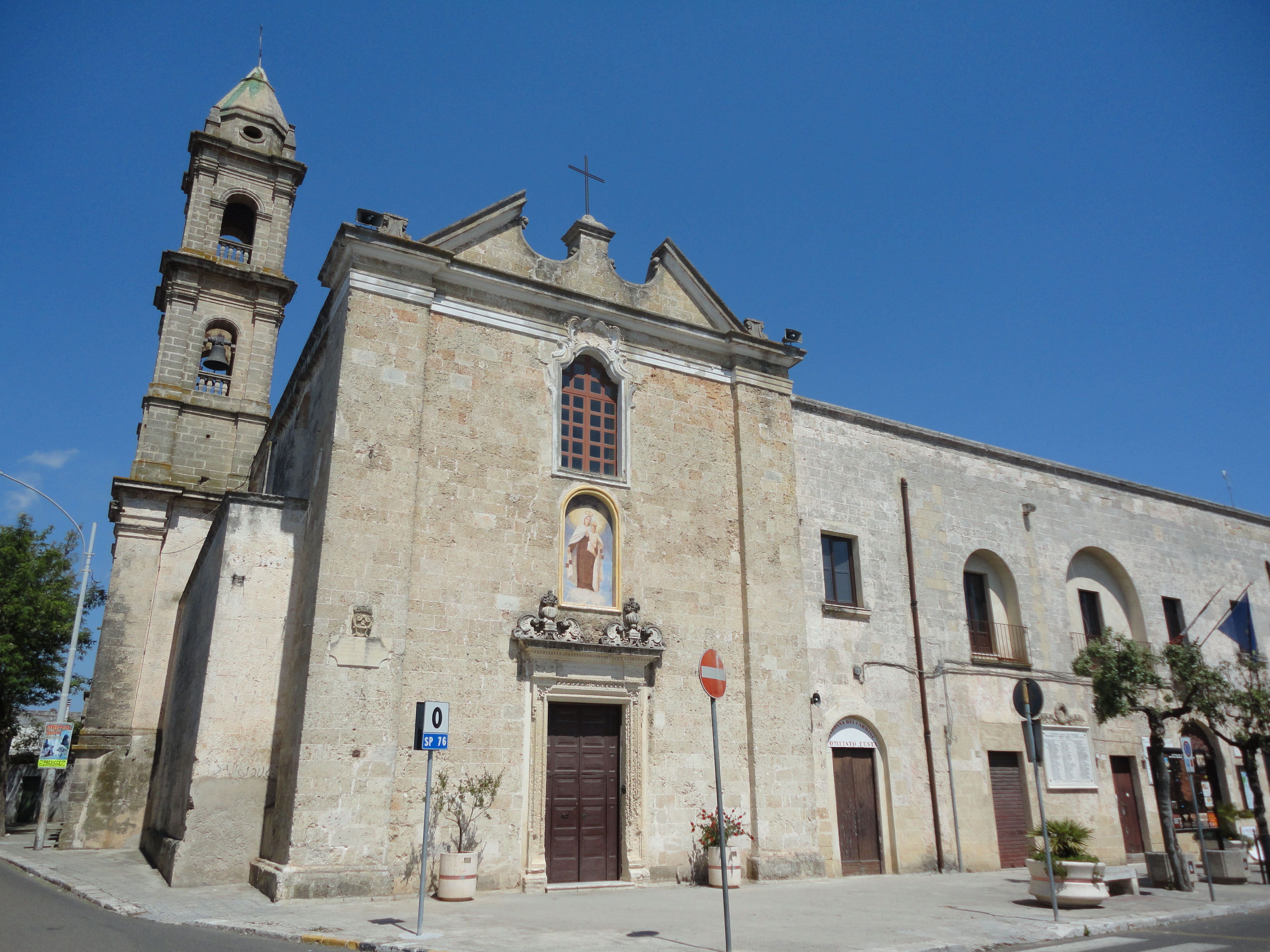
Chiesa del Carmine

#### Chiesa del Carmine e convento
La chiesa del Carmine, con l'annesso convento dedicato a san Giovanni Battista, sorse nella seconda metà del XVI secolo in seguito a una donazione di un cittadino di Presicce, Martino Alfarano, ai Carmelitani di Lecce. I lavori di edificazione del complesso conventuale si protrassero dal 1585 al 1590. Il convento, soppresso una prima volta nel 1652, ha ospitato i frati sino al 1809, anno in cui fu soppresso definitivamente e incamerato dallo Stato. Ceduto successivamente all'amministrazione comunale, nel 1883 subì una prima ristrutturazione necessaria per adattarlo ad ospitare il municipio, la pretura, la scuola e le prigioni. Una seconda ristrutturazione venne effettuata fra il 1930 e il 1935. Attualmente ospita il comando di polizia municipale, la biblioteca comunale ed è destinato a sede di attività socio-culturali.
La chiesa, a unica navata con due arcate per lato ospitanti quattro altari (Sant'Anna e San Gioacchino con Maria Bambina, Santa Teresa, Crocifissione, e Sant'Angelo Martire con Sant'Eligio), venne consacrata nel 1605. Pregevole è l'altare maggiore in pietra leccese finemente scolpito con colonne tortili ricche di intagli, bassorilievi e statue; al centro è presente l'immagine della Madonna del Carmelo e la statua di san Giovanni Battista mentre ai lati sono posizionate le statue di sant'Alberto Magno, sant'Eliseo, sant'Elia e sant'Angelo Martire. Ancora presenti sono il coro e il pulpito in legno. Il campanile, abbattuto da un fulmine nel 1945, venne ricostruito nel 1951.

#### Chiesa di Santa Maria degli Angeli e convento

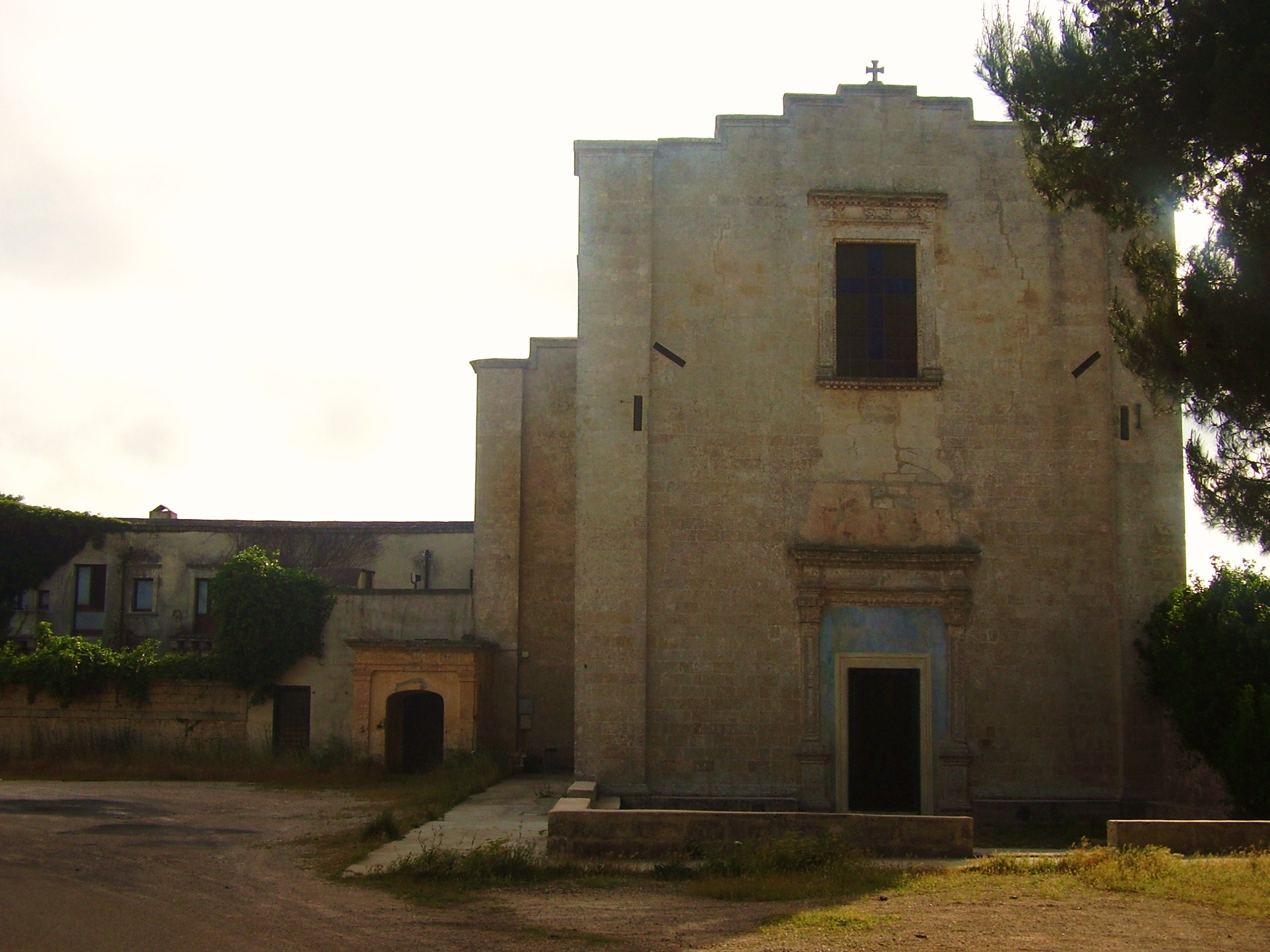
Chiesa Santa Maria degli Angeli

La chiesa di Santa Maria degli Angeli, con l'attiguo convento dei Padri Riformati, è ubicato fuori dal centro urbano, sul luogo dove sorgeva l'abitato medievale di Pozzo Magno (o Pozzomauro) distrutto dai saraceni nel XV secolo. L'attuale chiesa è sorta sul sito di un antico edificio sacro databile al XII-XIII secolo. L'edificazione della nuova chiesa è legata secondo la tradizione a due eventi prodigiosi avvenuti nel 1596; alla presenza di un'immagine della Vergine che invita un contadino a farsi portavoce della ricostruzione dell'edificio e alla guarigione di un cieco. Nel 1598, su progetto del barone di Presicce Filippo De Cito che era anche architetto, si dà avvio alla riedificazione della chiesa. Nel 1603, con l'insediamento dei Padri Riformati si edifica ex novo il convento.
La chiesa, con pianta a croce latina commissa (cioè a T) ad un'unica navata, presenta una copertura con volte a crociera attraversate da costoloni a festoni e riccamente decorate da stucchi settecenteschi. Lungo le pareti della navata sono addossati otto altari dedicati alla Natività, all'Adorazione dei Magi, asant'Oronzo e a san Pasquale Baylon sul lato destro; alla Deposizione di Gesù, alla Madonna di Costantinopoli, al Crocifisso e a san Gerolamo sul lato sinistro. Nel transetto sono presenti gli affreschi più antichi della chiesa, segno evidente dei resti dell'antica struttura. Si tratta di opere pittoriche di fattura bizantineggiante databili tra il XII e il XIV secolo e che raffigurano un santo con la barba, una Madonna col Bambino e altre figure di difficile comprensione. Sempre nel transetto, tra dipinti di epoca seicentesca, vi è l'immagine di un'altra Madonna col Bambino del XV secolo che è l'immagine dell'evento miracoloso. Dall'altare maggiore si accede a due porte che conducono al coro e nel quale è possibile vedere le porte murate che mettevano in comunicazione l'edificio sacro con il convento. Il convento è distribuito intorno al chiostro con pozzo centrale che presenta alcuni dipinti murali di scuola francescana. Al piano terra è il refettorio e le stanze necessarie per le attività dei frati; al piano superiore, lungo il corridoio, si affacciano le celle dei monaci e altri ambienti. Soppresso nel 1866, il complesso conventuale cadde in un profondo abbandono e fu oggetto di numerosi furti.

#### Chiesa S. Maria dei Dolori o dell'Addolorata

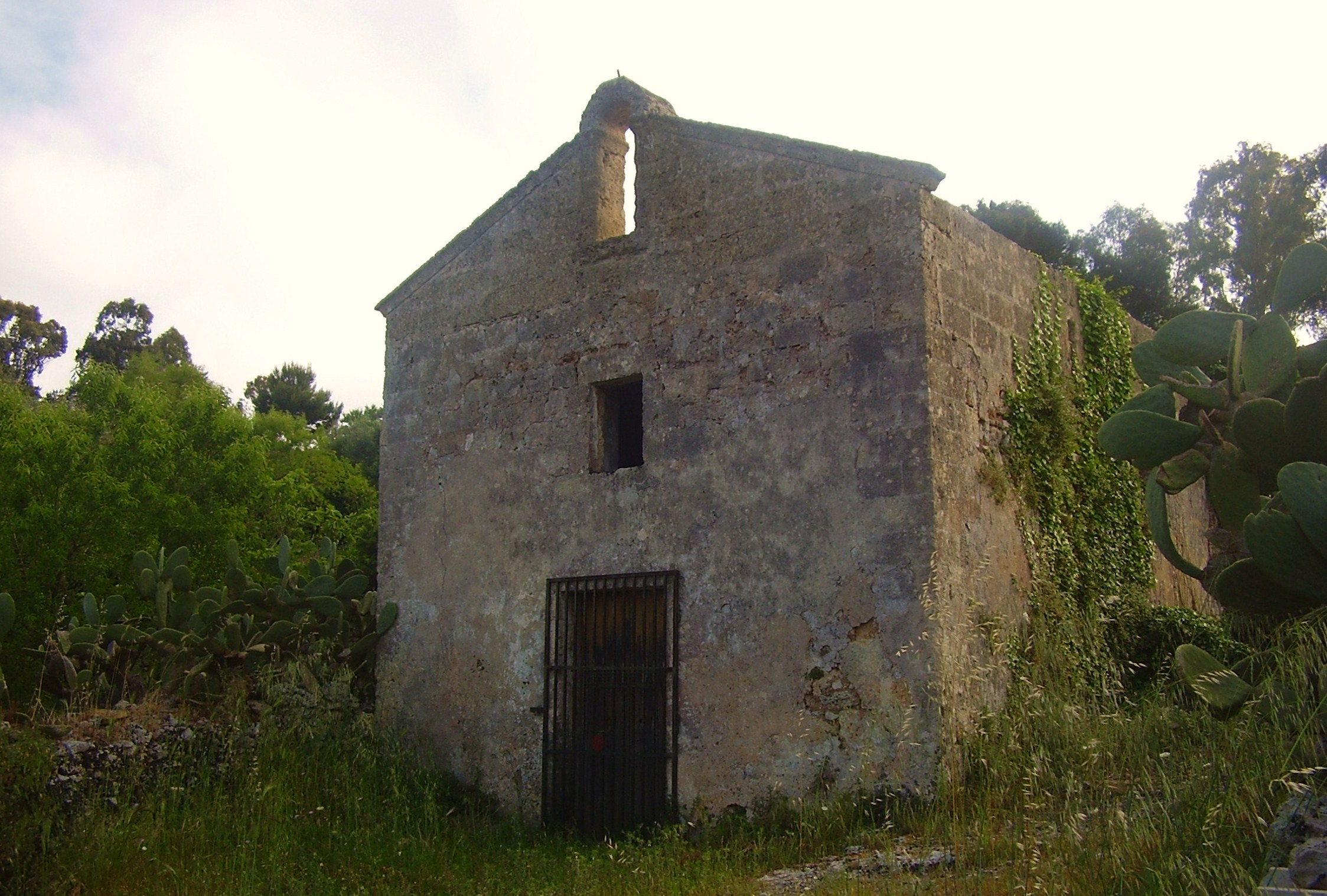
Chiesa Madonna di Loreto

La chiesa dell'Addolorata emerge dal crinale della collina ad ovest di Presicce su un costone di formazioni rocciose tagliato per far posto al basamento dell'edificio stesso. La cappella ha una invidiabile posizione panoramica e guarda la vallata sottostante nella quale è adagiato il centro abitato di Presicce. 
Giacomo Arditi paragona la chiesetta dell'Addolorata ad una sentinella che guarda e presidia dall'alto il suo paese natio. L'intento e la volontà dei Presiccesi di costruire una cappella alla Beata Vergine dei Dolori a spese dell'Università e dei cittadini risalgono ai primi anni del 1700. Tra i rogiti dei notai presiccesi dei primi decenni del diciottesimo secolo troviamo diversi lasciti, talvolta cospicui, a volte meno per la costruzione della futura chiesa dei Dolori. Tra i lasciti dei Presiccesi vogliamo ricordare che nel 1710 il notaio concittadino Leonardo Paiano roga il testamento del Sacerdote Oronzo Cicco nel quale si legge: " …. item (inoltre) lascio alla Madonna dei Dolori, quando si fabbricherà, tutti i vestimenti sacerdotali con il calice da conservarsi in detta chiesa“. 
Per circa 30 anni il desiderio di costruire questa chiesa restò solo nell'elenco delle buone intenzioni dei Presiccesi. Non avendo un mecenate che potesse dare un sostanzioso aiuto alla costruzione dell'edificio, la costruzione della chiesetta poté avere inizio solo nei primi mesi del 1739. Sul finire del 1740 tuttavia la sua costruzione era già completata. In un documento di quest'anno infatti incontriamo il nome dell'oblato (custode) della Cappella: Gregorio Trotta di anni 65. 
Il sentimento religioso degli abitanti di Presicce dei primi del settecento trovò la sintesi nella costruzione della chiesetta dell'Addolorata e nella fondazione della Confraternita di "Santa Maria dei Sette Dolori" che aveva la sua sede nelle stessa cappella. La Confraternita dell'Addolorata si aggiunse alle confraternite già esistenti in Presicce nel 1700: quella del Sacramento, del Rosario e dell'Assunta. La Cappella dell'Addolorata non aveva benefici ecclesiastici né in terreni né in capitali censi. Nel Catastuolo del 1742 si documenta che "La venerabile cappella universale (dell'Università) dei Dolori tiene solo un giardinello che serve per uso dell'oblato che serve la Vergine e non porta nessuna rendita. Confina da ogni pare col demanio e sta attaccato alla Cappella". 
L'edificio, essendo stato costruito sul costone della collina aveva la facciata ad un notevole dislivello dal piano di calpestio per cui fu necessario costruire una gradinata per raggiungere la porta d'entrata della chiesetta. Nel 1766 la gradinata era malridotta perché fatta male ed i Presiccesi riuniti in pubblico Parlamento decisero di "fare ancora la gradinata davanti alla Madonna dei Sette Dolori, per maggior commodo dei naturali (cittadini) di questa Terra". 
La Cappella, essendo stata costruita col denaro pubblico, era di natura sua "laicale"; all'Università spettava perciò il diritto di nominare il "procuratore", nonché il priore della confraternita e gli altri amministratori. Ciò doveva avvenire nel pubblico Parlamento. Era parroco di Presicce al tempo della costruzione della chiesa dell'Addolorata don Persio Fococelli. Il suo successore don Ippazio Martano, iniziò una controversia circa il diritto di nomina degli amministratori del sodalizio. Tale controversia si protrasse per alcuni anni finché il Cavaliere Bausan, Preside del regio tribunale di Lecce comunicò nell'agosto 1770 al Governatore di Presicce che Sua Maestà il Re ordinava al parroco Martano "di non prendere alcuna ingerenza e governo della cappella suddetta la quale si appartiene alla Università e deve essere amministrata da procuratori laici eletti in Pubblico Parlamento, giusto l'antico solito." 
La chiesetta nel suo interno non ha molto da mostrare. Nella sua povertà di elementi decorativi rappresenta un esempio di tipologia architettonica propria degli ambienti rurali salentini. Sull'altare tuttavia vi è un quadro del celebre pittore ottocentesco Sampietro firmato e datato, e che ha subìto orrendi ritocchi nel 1988 da un "pittore" ... locale. Ai lati della chiesetta quattro capanne con volta ad arco sfalsate erano nel passato il rifugio di uomini e bestie. La costruzione delle arcate probabilmente fu un'esigenza non solo pratica, ma è verosimile che fosse dovuta anche alla necessità di dover coprire il taglio della roccia in più parti sporgente in maniera difforme dai lati della chiesetta . 
Nel 1875, quando lo Stato incamerò i beni della Chiesa, il sindaco di Presicce dichiarava all'Intendenza di Finanza che la cappella dell'Addolorata non ha mai tenuto patrimonio "salvo un piccolo giardino che si tiene dall'oblato da sempre". Nel 1878 fu nominato un sacerdote che si prendesse cura delle chiese suburbane presiccesi: chiesa dell'Addolorata, degli Angeli, del Soccorso, di Loreto e provvedesse alla pulizia ed al decoro; tale manutenzione doveva essere fatta con le offerte ricevute dai cittadini. 
La celebrazione della festa dell'Addolorata fu fissata sin dall'antichità al venerdì precedente la settimana di Pasqua: Era una festa con fiera di animali, conosciuta e frequentata dagli abitanti dei centri vicini. Nel 1906 troviamo registrato in un manoscritto un evento luttuoso accaduto durante lo svolgimento di tale festa. 
" Il 6 aprile giorno di Maria Santissima Addolorata, facendosi lo sparo del giorno successero delle disgrazie: allo scoppio delle bombe (sic!) uno fu colpito e ucciso immediatamente e questo era di Salve, e così altre piccole e grandi disgrazie del medesimo sparo". 
La cappella dell'Addolorata, una volta meta di pellegrinaggi dei Presiccesi nei giorni di venerdì di quaresima, attualmente negli stessi giorni è meta di uno sparuto numero di donne anziane, ultimo retaggio di un tempo passato . L'edificio fiero dei suoi 270 anni di vita, continua dalla collina a sovrastare le case del centro abitato presiccese, nell'attesa di un serio restauro che gli dia maggior dignità e decoro. 

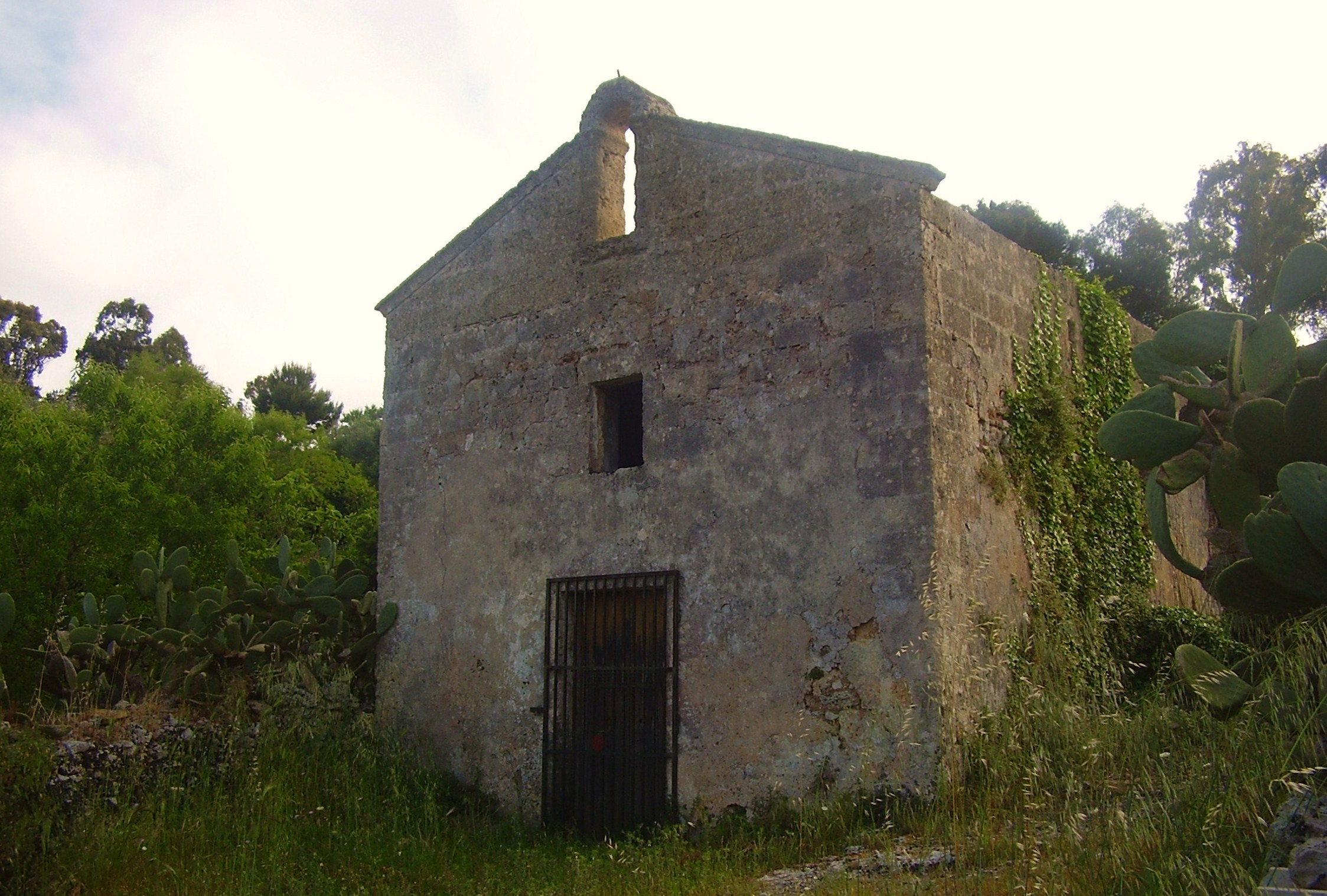
Chiesa Madonna di Loreto

#### Chiesa Madonna di Loreto e Cripta di San Mauro
La chiesa della Madonna di Loreto, meglio conosciuta con l'espressione dialettale di Madonna del Rito o te lu Ritu, è una piccola chiesetta rurale di origine basiliana situata sull'altura della Serra di Pozzomauro. La piccola costruzione presenta una facciata a capanna terminante con un piccolo arco, sede di campana rubata nel 1950. L'interno, ad aula rettangolare con volta a botte, presenta un modesto altare sul quale campeggia l'affresco di una Madonna col Bambino fra angeli. 

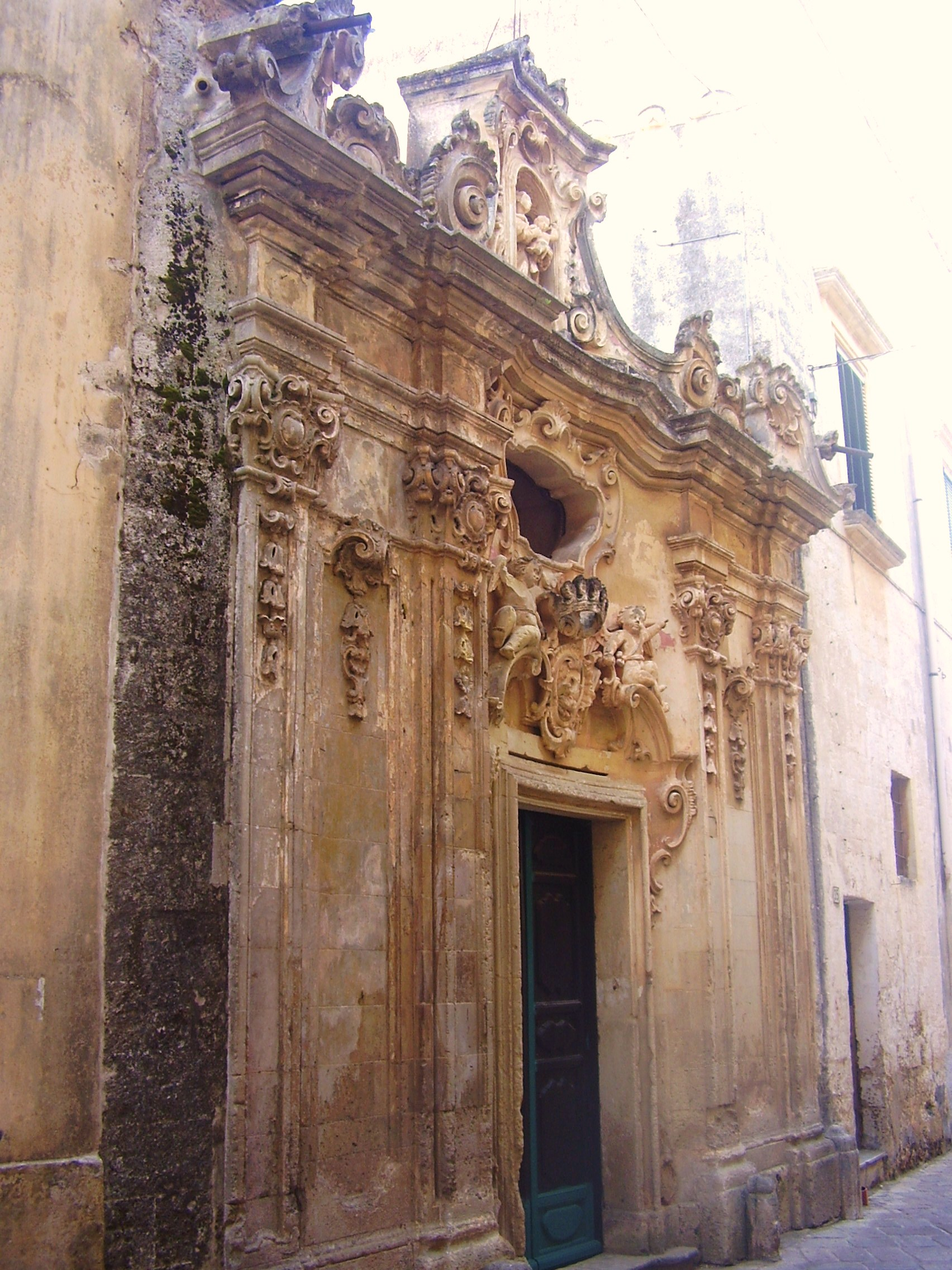
Cappella Arditi

 Alle spalle della cappella è situata una cripta bizantina trasformata in seguito in frantoio ipogeo come deducibile dai resti di una macina per la molitura delle olive. L'ipogeo è noto col nome di San Mauro e i dipinti frammentari si possono datare tra il XII ed il XIV secolo. Gli affreschi ancora visibili sono concentrati nella navata di destra; si tratta di sette figure sacre e di una scena dell'Annunciazione.

#### Altre chiese
- Chiesa Madonna del Soccorso, del XIX secolo.
- Chiesa Madonna Addolorata, situata al di fuori del nucleo urbano, risale agli ultimi anni del XIX secolo e custodisce un altare maggiore in pietra leccese con tela ottocentesca della Madonna Addolorata.
- Chiesa di San Luigi, edificata nel XX secolo per iniziativa del sacerdote locale don Agostino Mele, possiede un aspetto classicheggiante e all'interno è presente un piccolo altare con nicchia contenente la statua di san Luigi Gonzaga.
- Cappella di San Luigi degli Arditi, realizzata nel XVIII secolo in stile barocco dalla nobile famiglia Arditi. Presenta una sfarzosa facciata riccamente decorata con angeli, festoni e volute; al centro, sopra il portale d'ingresso, è posizionato lo stemma della famiglia.

### Architetture civili

#### Palazzi
- Palazzo Soronzi o Pepe, XVII secolo
- Palazzo Adamo-Izzo, XVI secolo
- Palazzo Ponzo, XVIII secolo
- Palazzo Cazzato, XVIII secolo
- Palazzo Arditi, primi anni XVIII secolo con rifacimenti effettuati nel 1924
- Palazzo Villani, XVIII secolo con ristrutturazione del XX secolo
- Palazzo Rollo, metà XVIII secolo con ampliamenti nel corso del XIX e del XX secolo
- Palazzo Arditi, XVII secolo
- Palazzo Seracca-D'Amico, XIX secolo
- Palazzo Alberti, primi anni XX secolo in stile liberty
- Casa Cesi, XVI secolo con Torre colombaia

#### Case a corte
Le numerose case a corte presenti nel borgo antico dell'abitato di Presicce risalgono al Cinquecento. Sono delle umili abitazioni, composte principalmente da un unico vano (massimo due) e dalla cantina, raggruppate attorno ad uno spazio scoperto, la corte. In questo spazio, in cui si svolgevano le principali attività domestiche, è sempre presente il pozzo e la pila, un lavatoio in pietra utilizzato per lavare i panni.
- Casa a corte Sant'Anna
- Casa a corte di via Anita Garibaldi
- Casa a corte di via E. Arditi
- Casa a corte di vico G. Matteotti, 1581

#### Masserie e casine
Nell'agro di Presicce sono presenti le seguenti masserie:
- Masseria Fortificata del Feudo, XVI secolo
- Masseria Fortificata La Casarana, XVI secolo
- Masseria fortificata Tunna, 1553 con ambienti settecenteschi e ottocenteschi
- Masseria Monaci, XIX secolo
- Masseria de lu Peshcu, XVII secolo

Nel XVIII secolo, ad esse si affiancarono eleganti ville di campagna edificate dai ricchi proprietari terrieri, dette casine, delle quali si conservano:
- Casina Celle
- Casina Arditi
- Casina Carratta o Casina degli Angeli, 1778
- Casina Spisciani
- Casina Stefanelli
- Casina Adamo

#### Frantoi ipogei
Il clima caldo e il terreno fertile hanno permesso ai presiccesi di sviluppare il settore agricolo, intensificando particolarmente la produzione di vino e soprattutto d'olio d'oliva, principale fonte economica del paese nei tempi andati.
Intorno al XI-XIII secolo si diffuse l'uso di scavare frantoi ipogei a grotta, detti trappeti. La loro presenza suggerisce che Presicce avesse un'economia fiorente e consente di ricostruire le tappe del suo sviluppo: i primi furono costruiti sulle pendici della Serra di Pozzomauro; in seguito, dopo il prosciugamento della palude "Arnea", le attività iniziarono a spostarsi a valle. La maggior parte dei trappeti si concentra lungo l'asse viario che collegava i primi due nuclei urbani dal quale si snoda l'intero paese.
In passato, in piazza Villani, erano presenti banditori che fissavano il prezzo sul mercato. Tra i commercianti vi era il veneziano Pietro David, noto per i suoi rapporti commerciali in tutto il mondo.
La tipologia dei trappeti di Presicce è semplice: sono scavati nella roccia tufacea, il pavimento in è terra battuta, vi erano torchi "alla genovese" o frantoi "alla francese". Le modeste dimensioni degli ambienti, inadatte a contenere nuovi frantoi e torchi, non consentirono di apportare modifiche tecnologiche.
Verso la fine del XIX secolo i trappeti vennero abbandonati, alcuni trasformati in discariche o cantine e altri, ubicati in campagna, in ovili o stalle. A partire dagli anni '90, successivi interventi di bonifica e ristrutturazione hanno consentito il recupero di questi ambienti come meta turistica.

### Architetture militari

#### Palazzo Ducale

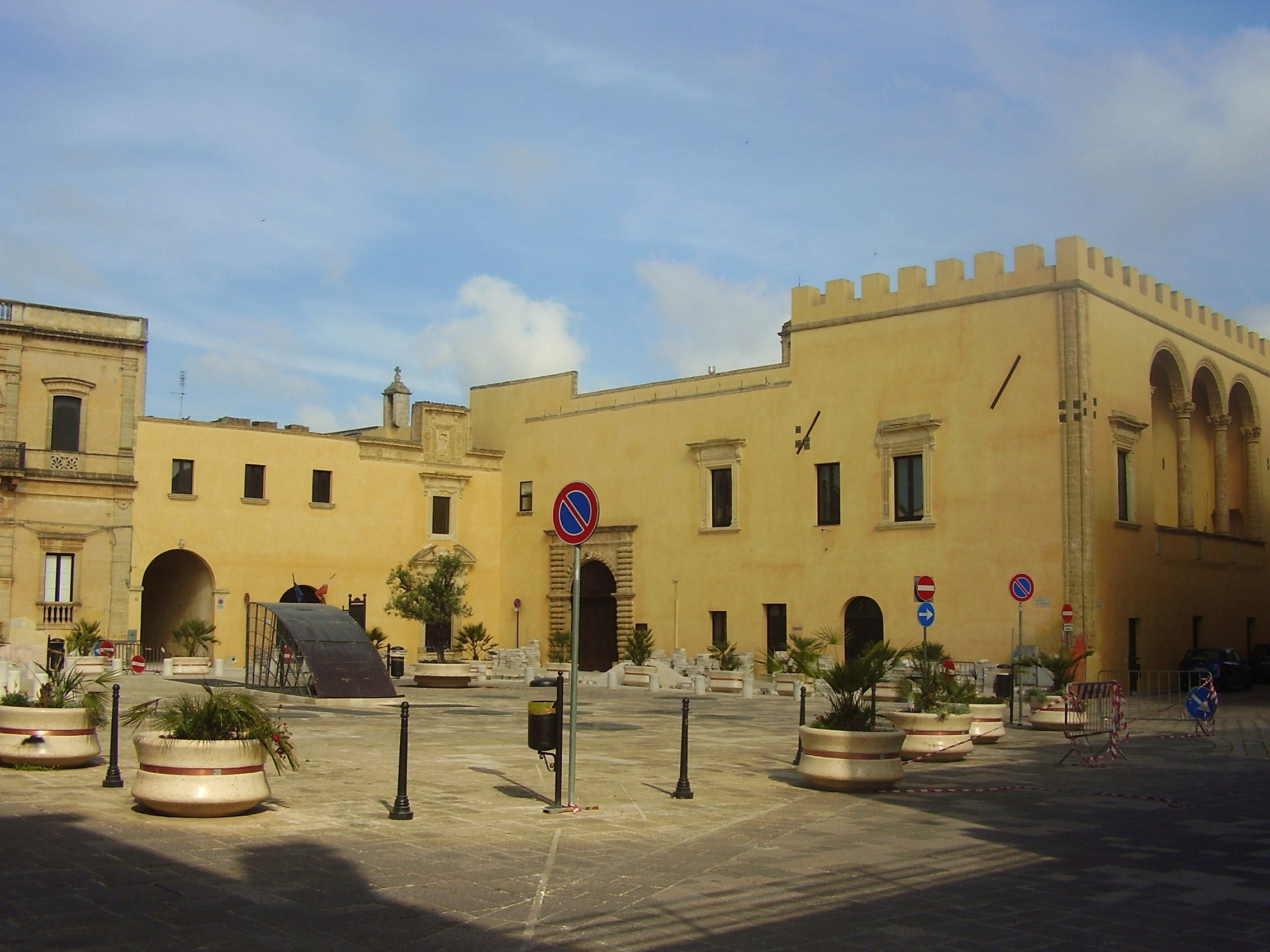
Palazzo Ducale

Le più antiche notizie dell'edificio sono di epoca normanna, ma a difesa dei primi nuclei abitativi, probabilmente in epoca bizantina, venne realizzato un primo castrum. L'attuale Palazzo Ducale, quindi, ingloba le testimonianze di oltre mille anni di storia.

#### Casa Turrita

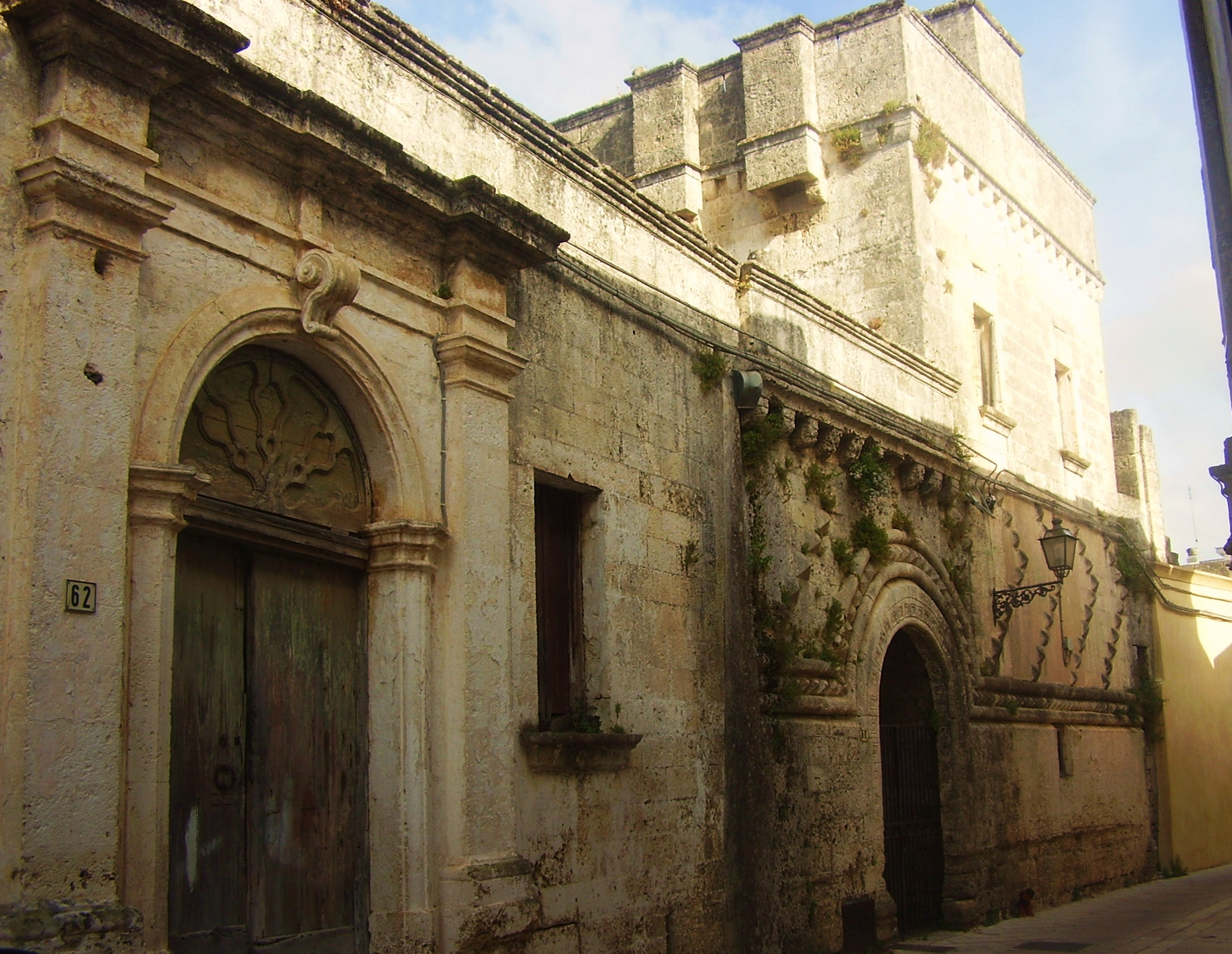
Casa Turrita

La Casa Turrita, o Torre di San Vincenzo, risale con molta probabilità alla metà del XVI secolo. La torre rientra nel contesto di protezione territoriale messo in atto da Carlo V contro le incursioni nemiche. La costruzione era infatti parte integrante del sistema difensivo dell'abitato di Presicce insieme ad altre due torri che erano posizionate in corrispondenza degli accessi al borgo. Successivamente la torre, perdendo la sua funzione difensiva, venne trasformata in residenza e furono aggiunti nuovi ambienti. Mantiene ancora gli elementi originari come le caditoie e le feritoie e nella parte inferiore è presente un bugnato a punta di diamante.
Restaurata e resa accessibile è di proprietà del Comune di Presicce dall'anno 2012.

### Altro

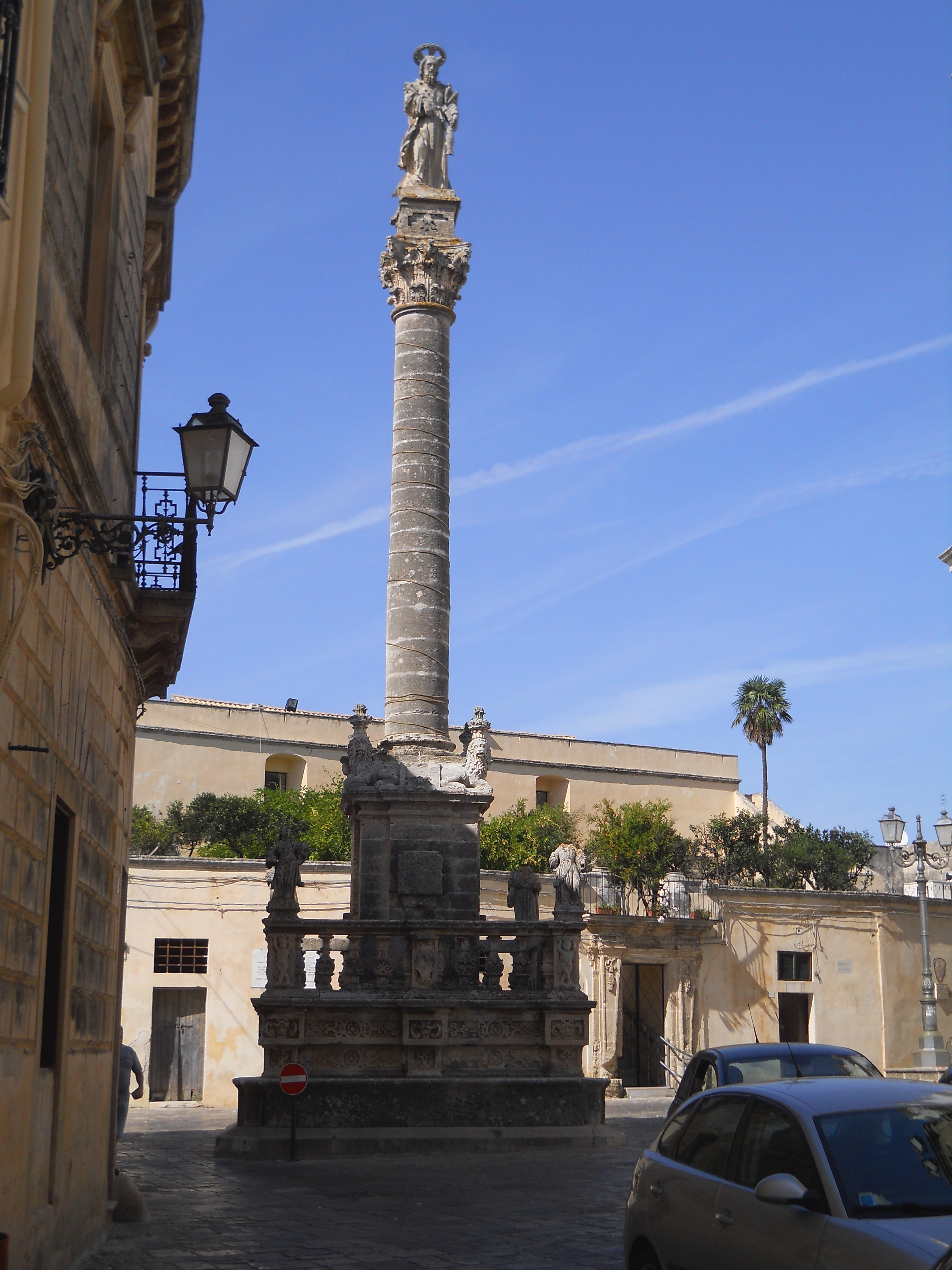
Colonna di Sant'Andrea

#### Colonna di Sant'Andrea
La Colonna di Sant'Andrea è situata al centro di Piazza Villani, di fronte alla chiesa Madre. Fu edificata nei primi anni del Settecento dalla nobile famiglia dei principi Bartilotti. In stile barocco, è costituita da un alto fusto con capitello su cui è posizionata la statua del santo; il fusto poggia su un basamento circondato da balaustra sulla quale sono presenti quattro figure femminili che simboleggiano le quattro virtù cardinali (Prudenza, Giustizia, Fortezza e Temperanza).

### Siti archeologici
- Specchia di Pozzomauro
- Pagliarone di San Mauro; è una delle più grandi costruzioni rurali realizzati interamente in pietra locale. Questa costruzione di forma conica, alta 9.15 metri, veniva utilizzata come riparo degli agricoltori durante i lavori stagionali delle campagne e come ricovero di attrezzi e animali.
- Frantoi ipogei

## Società

### Evoluzione demografica
Abitanti censiti

### Etnie e minoranze straniere
Al 31 dicembre 2017 a Presicce risultano residenti 170 cittadini stranieri. Le nazionalità principali sono:

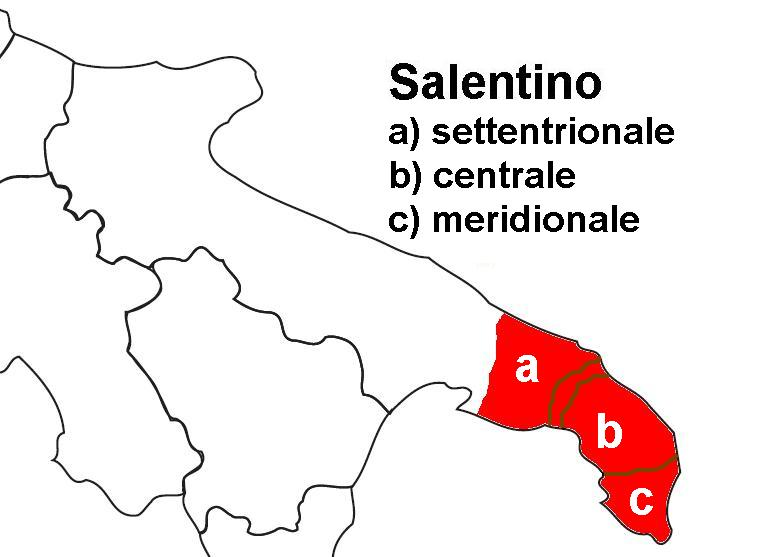
Diffusione del dialetto salentino

- Romania - 44
- Marocco - 34
- Bulgaria - 31

### Lingue e dialetti
Il dialetto parlato a Presicce è il dialetto salentino nella sua variante meridionale. Il dialetto salentino si presenta carico di influenze riconducibili alle dominazioni e ai popoli stabilitisi in questi territori che si sono susseguite nei secoli: messapi, greci, romani, bizantini, longobardi, normanni, albanesi, francesi, spagnoli.

### Tradizioni e folclore
- Festa di San Luigi Gonzaga; 20-21 giugno.
- Festa e fiera della Madonna del Carmine; 15 e 16 luglio. Istituita nel 1929.[senza fonte]
- Festival I Colori dell'olio, 17-18-19 Agosto.  Istituito nel 2008[8], si propone di valorizzare il borgo di Presicce e l'olio extravergine d'oliva prodotto in queste zone, portando sul palco grandi artisti[9].
- Fiera dell'Addolorata; 15 settembre. Istituita nel 1770.[senza fonte]
- La focareddha de Sant'Andrea, 29 Novembre, sera della vigilia del patrono del paese[10]

## Cultura

### Istruzione

#### Biblioteche
- Biblioteca Comunale

#### Scuole
Insistono nel comune di Presicce due scuole dell'infanzia (di cui una privata paritaria), una scuola primaria e una scuola secondaria di I grado.

#### Musei
- Il Museo della Civiltà Contadina è ospitato nelle sale del Palazzo Ducale, accoglie una raccolta di attrezzi da lavoro e suppellettili utilizzati nell'agricoltura, incentivata dalle donazioni di privati cittadini. Gli oggetti sono distribuiti all'interno di quattro sale tematiche: la stanza del fuoco, la stanza dell'acqua, la stanza della terra e la stanza del tempo. In quest'ultima stanza è presente l'antico orologio del campanile della Chiesa Matrice, fabbricato nel 1879.

### Cucina
Il comune aderisce all'associazione nazionale città dell'olio.

## Economia
Dal 2011 Presicce fa parte è dell'associazione I borghi più belli d'Italia.

## Infrastrutture e trasporti

### Strade
I collegamenti stradali principali sono rappresentati da:
- Strada statale 274 Santa Maria di Leuca - Gallipoli
- Strada statale 101 Gallipoli - Lecce

Il centro è anche raggiungibile dalle strade provinciali interne SP 76 Presicce-Specchia, SP 79 Presicce-Alessano, SP 193 Presicce-Lido Marini, SP 360 Acquarica del Capo-Presicce-Salve.

### Ferrovie
La cittadina è servita dalla stazione ferroviaria Presicce-Acquarica posta sulla linea Novoli-Gagliano del Capo gestita dalle Ferrovie del Sud Est.

## Amministrazione
Dal 23 aprile 1995 - Giacomo Monsellato
Dal 13 giugno 1999 - Loonardo La Puma

Dal 13 giugno 2004 - Antonio Luca 
| Periodo        | Periodo         | Primo cittadino     | Partito                            | Carica  | Note          |
| -------------- | --------------- | ------------------- | ---------------------------------- | ------- | ------------- |
| 15 giugno 2009 | 1º ottobre 2013 | Leonardo La Puma    | lista civica Progetto per Presicce | Sindaco | Dimissionario |
| 26 maggio 2014 | 15 maggio 2019  | Riccardo Monsellato | lista civica AMIAMO Presicce       | Sindaco |               |

A Presicce, dal 1º ottobre 2013 il viceprefetto Guido Aprea per guidare il commissariamento
„ 
PRESICCE - Parte la stagione del commissariamento a Presicce: con decreto del Prefetto di Lecce, Giuliana Perrotta, infatti, Guido Aprea, vice prefetto, è stato nominato commissario del comune salentino, con poteri di sindaco, di giunta e consiglio comunale.
L'atto arriva dopo che il sindaco, in quota Pdl, Leonardo La Puma aveva rassegnato le proprie dimissioni irrevocabili. Docente di storia delle dottrine politiche presso l'Università del Salento, era stato eletto primo cittadino nel 2009, a capo di una lista civica, superando nell'occasione il 60% dei consensi